# Gare de Katrineholm
La gare de Katrineholm (suédois : Katrineholms järnvägsstation) est une gare ferroviaire suédoise située sur le territoire de la ville de Katrineholm.

## Situation ferroviaire
La gare se trouve sur la ligne du Vestra Stambana (Ligne Occidentale), un chemin de fer important qui coupe l’ensemble de la Suède du sud-ouest au nord-est et qui relie les deux plus villes importantes dans le royaume, Göteborg et Stockholm. La gare de Katrineholm est à 324 km de Göteborg, et la jonction pour Norrkoping, Mjolby, Nassjo, et Malmo.
Jonction ferroviaire, Katrineholm est à 134 km de Stockholm, 324 km de Göteborg et 48 km de Norrkoping.

## Histoire

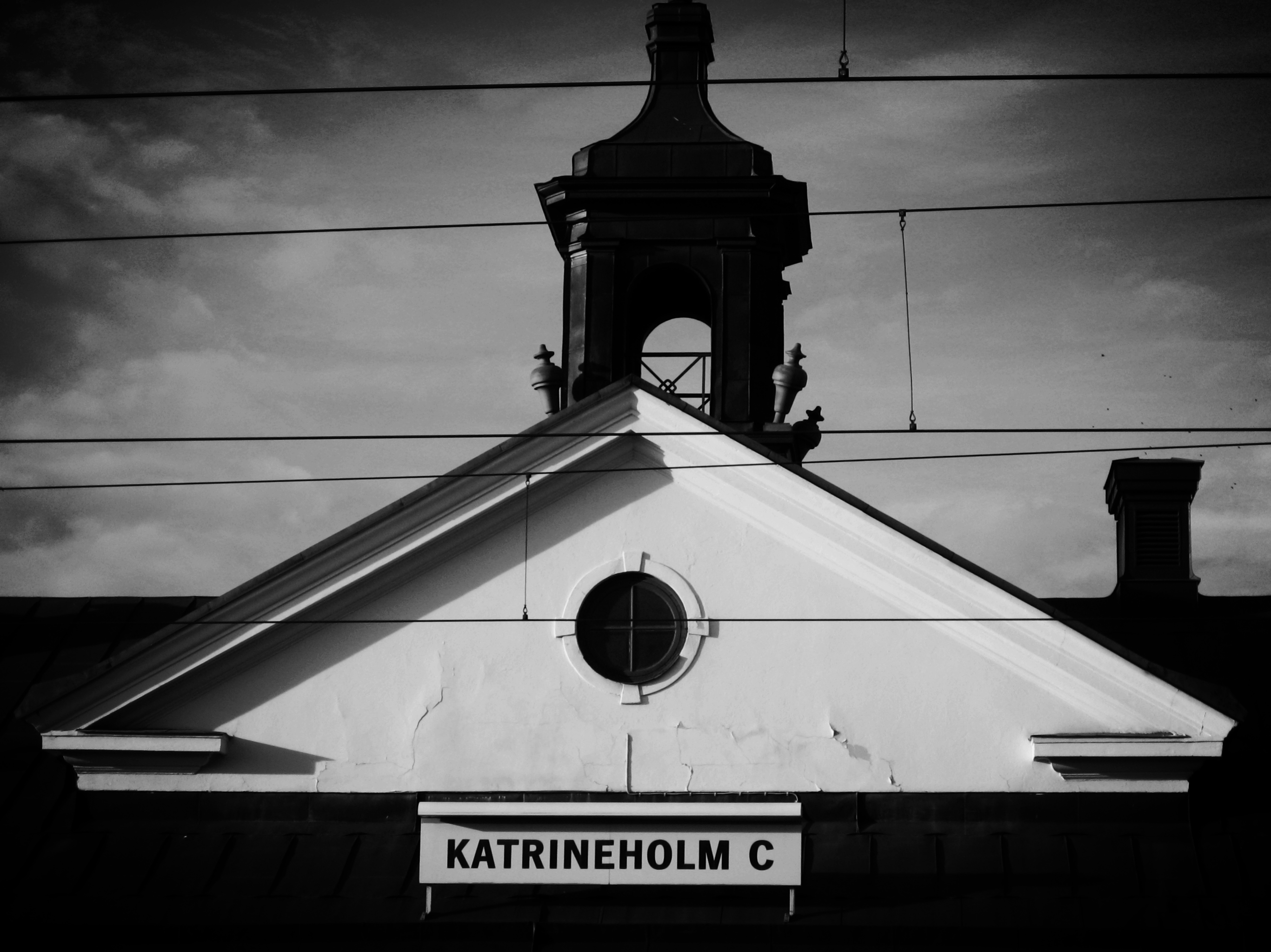
Photo montrant en détail la coupole de la gare.

En 1862 la ligne principale occidentale traverse la Södermanland. Où les lignes orientales et occidentales se connectent se trouve la ville de Katrineholm. La gare ouvre en 1862 avec l’inauguration de la ligne, le 3 novembre 1862. Elle est le plus vieux bâtiment dans le centre de Katrineholm.
La gare a été construite sur des terres agricoles appartenant à des Monsieurs Stensätter et Mauritztorp; elle est nommée d'après la plus grande ferme au lac Näsnaren, Cathrineholm, qui se trouve à quelques kilomètres à l'ouest de la gare. Le village émergent (et plus tard la ville) a ensuite été nommé d'après la gare.
Selon la Nordisk familjebok, en 1884 la gare avait un bureau de poste et une station télégraphique . Selon un guide de voyageur en 1889, la gare avait un hôtel du chemin de fer avec restaurant .

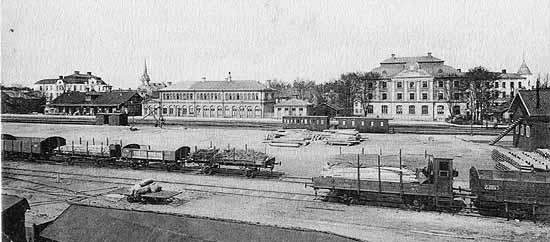
La gare en 1914.